# Battaglia di Uoflà
La battaglia di  Uoflà  fu combattuta il 28 agosto 1542 vicino al Lago Ascianghi nell'attuale regione etiopica del Tigrai, tra i portoghesi guidati da Cristoforo da Gama e le forze dell'Imam Ahmad ibn Ibrahim al-Ghazi del Sultanato di Adal. L'Imam Ahmad rinforzato con una superiorità numerica e di armi da fuoco, ha costretto i portoghesi, insieme alle truppe della regina etiope Sabla Wengel, a fuggire dal loro accampamento fortificato e ad abbandonare le loro armi.
Gama mentre fuggiva dal campo di battaglia con 14 soldati e con il braccio rotto da un proiettile, fu catturato quella notte dai seguaci dell'Imam Ahmad. Fu quindi portato in presenza dell'Imam Ahmad, che torturò il suo avversario. Infine l'Imam estrasse la spada e decapitò Gama .